# Friedemann Burkhardt

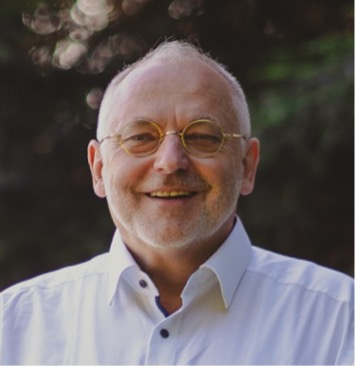
Friedemann Burkhardt 2019

Friedemann Burkhardt (* 31. August 1961 in Waiblingen) ist ein deutscher Theologe in protestantischer Tradition, methodistischer Pastor, Dozent, Gemeindeforscher und Leiter des LIMRIS-Forschungsinstituts der Internationalen Hochschule Liebenzell.

## Leben und Wirken
Friedemann Burkhardt wuchs im schwäbischen Remstal auf und entschied sich 1983 für ein Musikstudium in Stuttgart und Würzburg (Waldhornist), das er 1987 abschloss. Es folgte von 1988 bis 1993 ein Studium Evangelischer Theologie an der Theologischen Hochschule Reutlingen und der Eberhard Karls Universität Tübingen. 1996 fand seine Ordination zum Pastor in der Evangelisch-methodistischen Kirche statt. 2002 promovierte er an der Evangelisch-Theologischen Fakultät der Ludwig-Maximilians-Universität München mit einer Arbeit über die deutsche Mission der Wesleyan Methodist Missionary Society im Spannungsfeld Württemberg – London – Nordamerika unter Betreuung von Klaus Koschorke im Fach Kirchengeschichte zum Dr. theol. 2021 habilitierte er sich an der Universität Basel für das Fach Praktische Theologie mit einer empirischen Forschungsarbeit Interkulturalität in der Kirchen- und Gemeindeentwicklung. Betreuer waren Andrea Bieler und Ralph Kunz.
Ab 1993 arbeitete er als Pastor der Evangelisch-methodistischen Kirche in den Gemeindebezirken Dornhan, Neuhütten (Wüstenrot) und bis 2017 als Leitender Pastor an der Erlöserkirche in Moosach (München). Er war von 2015 bis 2018 Sprecher der (charismatischen) Arbeitsgemeinschaft Geistliche Gemeindeerneuerung (AGG) in der Evangelisch-methodistischen Kirche (EmK) und ist Lehrbeauftragter an der Theologischen Fakultät der Universität Basel. Seit 2017 ist er Dozent an der Internationalen Hochschule Liebenzell im Fachbereich Praktische Theologie, seit 2019 Leiter der Weiterbildung „Hochschulzertifikat Gemeindeentwicklung (IHL)“ und Leiter des LIMRIS-Forschungsinstituts (Liebenzell Institute for Missiological, Religious, Intercultural, and Social Studies).
Forschungsschwerpunkte
- Kirchen- und Gemeindeentwicklung (Schwerpunkt: Interkulturalität und Transnationalität)
- Gemeindekybernetik
- Hymnologie
- Spiritualitätsforschung
- Methodismus im 18. Jahrhundert

Mitgliedschaften
- Verein für Natürliche Gemeindeentwicklung e.V.
- Arbeitskreis Empirische Religionsforschung e.V.
- Deutsche Gesellschaft für Missionswissenschaft
- The Charles Wesley Societey
- Evangelisches Forum für Mission, Kultur und Religion (missiotop)
- Studiengemeinschaft für Geschichte der EmK
- Arbeitskreis für evangelikale Theologie

Friedemann Burkhardt ist verheiratet, hat sechs Kinder und wohnt mit seiner Familie in Langenbrand (Schömberg).

## Werk
Burkhardt entwickelte 2005 den „Gemeindeentwicklungsrahmen“, der sich inzwischen in der Beratung als Theorie-Praxis-Modell bewähren konnte, ab 2017 im Rahmen einer großangelegten empirischen Gemeindeforschung wissenschaftlich begründet wurde und dadurch für die Gemeindeentwicklung an Relevanz gewann. Er hilft Gemeinden, ein klares Zweck- und Visionsverständnis zu entwickeln, wodurch sie Stabilität, Sinnhaftigkeit und eine starke Positionierung am Markt religiöser Anbieter erreichen soll.
Er ist Autor zahlreiche Veröffentlichungen und Arbeiten zu frömmigkeitstheologischen Fragestellungen, zur Hymnologie, zum Einfluss der Kirchenväter auf die Wesleys und zu Fragen der Anfänge des Methodismus in Deutschland sowie zu Themen von Gemeindeaufbau und Gemeindeleitung. Seine Vortrags- und Predigttätigkeit im In- und Ausland führte ihn bis in die USA und Süd-Korea.

## Auszeichnungen
- 2003: Jesse Lee Award, durch Commission on Archives and History der United Methodist Church für eine Forschung zum Methodismus im Dreieck Württemberg–London–Nordamerika

## Veröffentlichungen
- Gottes Hausverwalter? Der Verwalter im Methodismus; eine kirchengeschichtliche Untersuchung des Amts und des Begriffs „Verwalter“ im Blick auf seine Verwendung in der Evangelisch-Methodistischen Kirche in Deutschland, Medienwerk der Evang.-Methodistischen Kirche, Stuttgart 1999, ISBN 978-3-89725-009-3.
- Wie Wasser in der Wüste. Geistlich wachsen mit den Lebensregeln John Wesleys, Ed. Anker, Stuttgart 2001, ISBN 978-3-7675-3705-7.
- Christoph Gottlob Müller und die Anfänge des Methodismus in Deutschland (Arbeiten zur Geschichte des Pietismus. Band 43; teilweise zugl. Dissertation, Universität, München 2002 unter dem Titel: Christoph Gottlob Müller und die Anfänge des Methodismus in Deutschland im Spannungsfeld Württemberg – London – Nordamerika), Vandenhoeck und Ruprecht, Göttingen 2003, ISBN 978-3-525-55828-7.
- Die Nacht, die alles verwandelt(e): 5 Minuten für Gott; ein Adventskalender. Dem Geheimnis von Weihnachten auf der Spur, EKM-Verlag, München 2010, ISBN 978-3-9811568-6-7.
- Glaube im Alltag leben. 40 Tage mit Gott – Einkehr, Zurüstung und Vertiefung des Lebens im Geiste wesleyanischer Spiritualität, EKM-Verlag, München 2010, ISBN 978-3-9811568-4-3.
- Stille Zeiten verändern das Leben: 5 Minuten für Gott; ein Adventskalender (mit Illustrationen von Susanne Binder), Regeneratio-Verlag, München 2011, ISBN 978-3-9811568-7-4.
- Verändert in sein Bild. Der Glaube an den Gott von Jesus im Geiste wesleyanischer Spiritualität, Regeneratio-Verlag, München 2016, ISBN 978-3-946562-00-9.
- Himmel auf die Erde fließen lassen. 40 Tage mit Gott; Einkehr, Zurüstung und Vertiefung des Lebens im Geiste wesleyanischer Spiritualität, Regeneratio-Verlag, München 2016, ISBN 978-3-9811568-9-8.
- Erneuerung der Kirche. Impulse von Martin Luther und John Wesley für die Gemeindeentwicklung, Evangelische Verlagsanstalt, Leipzig 2019, ISBN 978-3-374-05782-5.
- Gemeindegründung. Grundsätze – Leitfäden – Lebensweise. Ein Arbeitsbuch mit Tabellen, Abbildungen und Grafiken in Forschung, Lehre und Beratung für internationale Gemeindeentwicklungsarbeit, Regeneratio 2021.
- Interkulturalität und Kirchengemeinde. Grundzüge einer Praxistheorie interkultureller Gemeindeentwicklung, Transkript-Verlag, Bielefeld 2023, ISBN 978-3-8376-6991-6.
- Zusammen leben in Gottes Haus. Gemeinde interkulturell gestalten, Neufeld Verlag, Luhe-Wildenau 2025, ISBN 978-3-86256-198-8.

als Mitautor
- mit Thomas Gerold: Gottes Kraft erfahren: 40 Tage mit Gott. Einkehr, Zurüstung und Vertiefung des Lebens im Geiste wesleyanischer Spiritualität, Regeneratio-Verlag, München 2007, ISBN 978-3-9811568-0-5.
- mit Horst Striewski und Eberhard Tönber: 80 Jahre Gemeindesaal: 1927–2007 Erlöserkirche München (Enhuber Geschichte), Regeneratio-Verlag, München 2007, ISBN 978-3-9811568-1-2.
- mit Thomas Gerold und Eun-Jae Lee: Gemeinsam unterwegs zum Ziel: 40 Tage mit Gott; Einkehr, Zurüstung und Vertiefung des Lebens im Geiste wesleyanischer Spiritualität, Regeneratio-Verlag, München 2008, ISBN 978-3-9811568-2-9.
- mit Robert Peter: Kirche ist Mission: das religiöse Existenzminimum in der deutschen Rechtsprechung und seine rechtliche, theologischen und staatskirchenrechtlichen Implikationen, Regeneratio-Verlag, München 2008, ISBN 978-3-9811568-3-6.
- mit Evelyn Striewski: Gott zeigt uns Daumen hoch! 40 Tage mit Gott; Einkehr, Zurüstung und Vertiefung des Lebens im Geiste wesleyanischer Spiritualität, Regeneratio-Verlag, München 2012, ISBN 978-3-9811568-8-1.

als Mitherausgeber
- mit Thomas Schirrmacher: Glaube nur im stillen Kämmerlein? Zum Schutz religiöser Freiheitsrechte konvertierter Asylbewerber (Studien zur Religionsfreiheit 14), VKW, Bonn 2009, ISBN 978-3-938116-73-9.
- mit Klaus Ulrich Ruof und Eberhard Schilling: Robert C. Schnase, Fruchtbare Gemeinden und was sie auszeichnet (Originaltitel Five practices of fruitful congregations; mit einem Praxisteil von Friedemann Burkhardt), Edition Ruprecht, Göttingen 2009, ISBN 978-3-7675-7128-0.
- mit Simon Herrmann und Tobias Schuckert (Hrsg.): Stuttgarter Gottesdienst- und Gemeindestudie. Religionssoziologische Momentaufnahme christlicher Gemeinden einer europäischen Metropolregion in ökumenischer Perspektive, Evangelische Verlagsanstalt, Leipzig 2022, ISBN 978-3-374-07263-7.

Aufsätze
- Der Gottesdienst am Sonntagmorgen: Zukunftsfähig und relevant. Andreas Schirmer in Gespräch mit Friedemann Burkhardt. In: 3E. echt.evangelisch.engagiert. Das Ideenmagazin für die Kirche, Heft 1, 2023, S. 54f.
- Christliche Kirchen in England. Eine ökumenisch-kirchenkundliche Skizze. In: Welt und Umwelt der Bibel Ausgabe 28/1 (2023), S. 52–54.